# Barret de palla

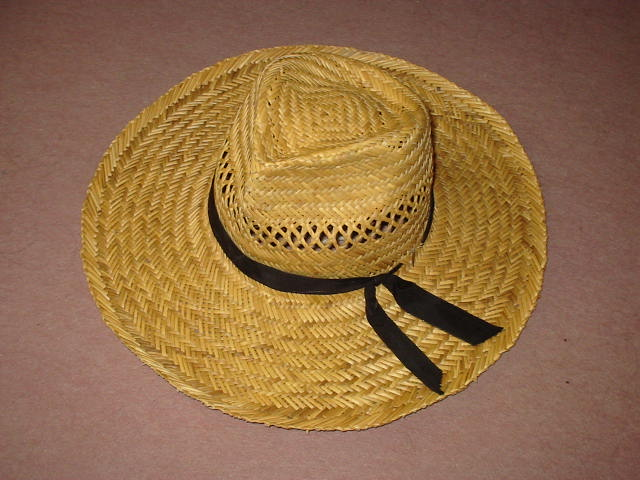
Un barret de palla

El barret de palla és un tipus de barret fet de palla o materials similars de plantes o sintètics, de forma rodona i d'ala ampla, flexible o també rígida. Es tracta d'un barret per als homes i les dones. Els models per a dona van sovint adornats amb cintes al voltant de la copa.
Tipus diversos de barret de palla són el canotier, el barret de Panamà, el nón lá, etc. Hi ha hagut variants del barret de palla a Europa des dels temps més antics, de vegades en patrons molt similars als presents, com ho demostren algunes representacions i pintures.
El personatge del manga One Piece Monkey D. Luffy es diu barret de palla, ja que ho és el capell que fa servir generalment.